# Juan Pons
Joan Pons Álvarez (Ciutadella de Menorca, Spanyolország, 1946. augusztus 8. –) spanyol operaénekes (bariton), nemzetközileg Juan Pons néven ismert.

## Karrier
1980-ban debütált a milánói Teatro alla Scala Falstaff előadásában, amelyet Giorgio Strehler rendezett és Lorin Maazel vezényelt. Azóta a világ legfontosabb színházainak vendége, többek között a New York-i Metropolitan, a bécsi Staatsoper, a londoni Covent Garden, a párizsi Opéra Garnier, a Zürichi Operaház, a barcelonai Gran Teatre del Liceu és a Veronai Aréna.
Repertoárjában megtalálható valamennyi jelentős bariton szerep. Falstaff mellett, amelyet 1993-ban a Scalában Riccardo Muti vezényletével énekelt, az első fellépésének századik évfordulója alkalmából, Verdi számos bariton szerepét tolmácsolta; A trubadúr, Aida, Ernani, Az álarcosbál, Rigoletto, A végzet hatalma, Traviata, Simon Boccanegra és Macbeth. Fellépett Leoncavallo Bajazzók, Mascagni Parasztbecsület és Puccini Tosca, Gianni Schicchi, A köpeny, A Nyugat lánya és a Pillangókisasszony című operáiban.
A mainstream repertoár mellett énekelt kevésbé ismert alkotásokban, mint például az Aroldo, Hérodiade, Devereux Róbert és Ottorino Respighi La Fiamma című operája.
2011-től 337 előadásban énekelt a New York-i Metropolitan Operaházban.
Az 1997–98-as évadban Wolf-Ferrari Sly című operájában José Carreras partnere volt, akárcsak Giordano La Cena delle Beffe című művében, mindkét produkció a Zürichi Operaházban volt látható. Továbbá Amonastrót énekelte Verdi Aidájában a madridi Teatro Realban. 1998 nyarán a Bajazzókban Plácido Domingo mellett énekelt a Ravenna Fesztiválon. Az előadást Liliana Cavani rendezte, a karmester Riccardo Muti volt. 2001-ben Falstaff szerepében tért vissza a fesztiválra, ismét Muti vezényletével.
2002-ben énekelt a Metropolitan Sly és Rigoletto előadásaiban, Tokióban a Pillangókisasszonyban Csong Mjonghun vezényletével és a párizsi Opéra Bastille Simon Boccanegrájában. 2003-as feladatai között szerepelt: Pillangókisasszony a firenzei Teatro Comunale-ban, Andrea Chénier és Simon Boccanegra a torinói Teatro Regióban, Gioconda és Don Carlos a Zürichi Operában, Otello a tokiói Új Nemzeti Színházban, Aida a barcelonai Liceuban.
2004 folyamán fellépett az Aidában, Rigolettóban, a Parasztbecsületben és a Bajazzókban a Metropolitanben, a Macbethben a barcelonai Liceuban, a Pillangókisasszonyban a Veronai Arénában, a Torre del Lago-nál megrendezett Puccini Fesztiválon és ugyanezzel a fesztivállal Japánban. Ezenkívül színpadra lépett A Nyugat lányában és a Traviatában a Zürichi Operában, valamint az Aida, a Nabucco és a Tosca című előadásokban a bécsi Staatsopernél.
2005-ben a Plácido Domingóval, a Deutsche Grammophonnál rögzítette Puccini Edgar című operáját.

## Szerepei
- Cilea: Adriana Lecouvreur – Michonnet
- Giordano: André Chénier – Carlo Gérard
- Giordano: La cena delle beffe – Neri Chiaramantesi
- Leoncavallo: Bajazzók – Tonio
- Ponchielle: Gioconda – Barnaba
- Puccini: Gianni Schicchi – Gianni Schicchi
- Puccini: A köpeny – Michele
- Puccini: A Nyugat lánya
- Puccini: Pillangókisasszony – Sharpless
- Puccini: Tosca – Scarpia
- Verdi: Aida – Amonasro
- Verdi: Falstaff – Sir John Falstaff
- Verdi: A kalóz – Seid
- Verdi: A trubadúr – Luna gróf
- Verdi: A végzet hatalma – Fra Melitone
- Verdi: Traviata – Giorgio Germont; Alfred Germont
- Verdi: Luisa Miller – Miller
- Verdi: Macbeth – Macbeth
- Verdi: Nabucco – Nabucco
- Verdi: Otello – Jago
- Verdi: Rigoletto – Rigoletto
- Verdi: Simon Boccanegra – Simon Boccanegra
- Verdi: Az álarcosbál – Renato
- Wolf-Ferrari: Sly – Conte di Westmoreland
- Zandonai: Francesca da Rimini – Giovanni lo Sciancato

## Videográfia
- James Levine's 25th Anniversary Metropolitan Opera Gala (1996), Deutsche Grammophon DVD, B0004602-09

## Bibliográfia
- Antoni Pizà, Bartomeu Amengual, Luciano Pavarotti: Bravo Joan Pons (Palma de Mallorca: Documenta Balear, 2001) ISBN 84-95694-23-9

## Fordítás
- Ez a szócikk részben vagy egészben  a   Juan Pons című angol Wikipédia-szócikk ezen változatának fordításán alapul.  Az eredeti cikk szerkesztőit annak laptörténete sorolja fel. Ez a jelzés csupán a megfogalmazás eredetét és a szerzői jogokat jelzi, nem szolgál a cikkben szereplő információk forrásmegjelöléseként.